# Dennis (miasto w Massachusetts)
Dennis – miasto w Stanach Zjednoczonych, w stanie Massachusetts, w hrabstwie Barnstable. Jego powierzchnia wynosi 53,12 km². Według danych szacunkowych z 1 lipca 2015 roku populacja Dennis wynosiła 14 005 mieszkańców.